# Alcsík
Alcsík is een cultuurgebied in Centraal-Roemenië. Het is gelegen in het zuiden van het Ciucbekken in de historische landstreek Transsylvanië en wordt doorkruist door de rivier Olt. Het maakte deel uit van de oude bestuurlijke regio Csíkszék.